# Paweł Raczkowski
Paweł Krzysztof Raczkowski (Varsó, 1983. május 10. –) lengyel nemzetközi labdarúgó-játékvezető.

## Pályafutása

### Nemzeti játékvezetés
A küldési gyakorlat szerint rendszeres 4. bírói, illetve alapvonalbírói szolgálatot is végez. 2010-ben lett az I. Liga játékvezetője.

### Nemzetközi játékvezetés
A Francia labdarúgó-szövetség Játékvezető Bizottsága (JB) terjesztette fel nemzetközi játékvezetőnek, a Nemzetközi Labdarúgó-szövetség (FIFA) 2013-tól tartja nyilván bírói keretében. Több nemzetek közötti válogatott és klubmérkőzést vezetett, vagy működő társának 4. bíróként segített. 2014-ben a J Ligában (Japán) kapott lehetőséget, szakmai felkészültségének bizonyítására.

#### Labdarúgó-Európa-bajnokság

##### U17-es labdarúgó-Európa-bajnokság
Bulgária rendezte a 14., a 2015-ös U17-es labdarúgó-Európa-bajnokságot, ahol a FIFA/UEFA JB bíróként foglalkoztatta.

###### Európa-bajnoki mérkőzés
| Időpont         | Helyszín                     | Mérkőzés típusa              | Mérkőzés              | Eredmény | Nézők száma |
| --------------- | ---------------------------- | ---------------------------- | --------------------- | -------- | ----------- |
| 2015. május 6.  | Beroe Stadion, Sztara Zagora | csoportmérkőzés (A. csoport) | Bulgária–Horvátország | 0 – 2    | 10 640      |
| 2015. május 10. | Városi Stadion, Szozopol     | csoportmérkőzés (C. csoport) | Görögország–Skócia    | 1 – 0    | 1154        |
| 2015. május 13. | Beroe Stadion, Sztara Zagora | csoportmérkőzés (D. csoport) | Anglia–Írország       | 1 – 0    |             |